# Haemagogus nebulosus
Haemagogus nebulosus är en tvåvingeart som beskrevs av Arnell 1973. Haemagogus nebulosus ingår i släktet Haemagogus och familjen stickmyggor.
Artens utbredningsområde är Venezuela. Inga underarter finns listade i Catalogue of Life.